# 索恩河畔沙隆站
索恩河畔沙隆站是法国的一个铁路车站，位于法国东部城市索恩河畔沙隆。

## 位置
索恩河畔沙隆站位于索恩河畔沙隆市区的西部。车站大致呈南北走向，开口朝东。索恩河畔沙隆站位于巴黎—里昂—马赛铁路线上，这条铁路是法国境内最重要的普速干线铁路，被称为“皇家铁路”。

## 停靠线路
以下列车线路在索恩河畔沙隆站停靠：
| 索恩河畔沙隆站列车线路表             |      |                |                   |              |
| 线路                                 | 车种 | 上一站         | 下一站            | 大致运行频率 |
| 卢森堡/梅斯/第戎—马赛/尼斯           | TGV  | 第戎/博讷      | 马孔/里昂         | 每天1趟      |
| 法兰克福/斯特拉斯堡/巴塞尔—马赛/尼斯 | TGV  | 贝桑松TGV/第戎 | 里昂              | 每天1趟      |
| 巴黎—里昂                            | TER  | 沙尼           | 图尔尼            | 每天6趟左右  |
| 第戎—里昂                            | TER  | 沙尼           | 图尔尼            | 每天7趟左右  |
| 第戎—索恩河畔沙隆/马孔               | TER  | 科尔戈卢万     | （终点）/大塞讷塞 | 每天11趟左右 |
| 索恩河畔沙隆—马孔                    | TER  | （起点）       | 大塞讷塞          | 每天1~2趟    |
| 蒙沙南—索恩河畔沙隆                  | TER  | 沙尼           | （终点）          | 每天6趟左右  |
| 1.                                   |      |                |                   |              |

## 配套交通

### 大巴车
| 停靠索恩河畔沙隆的大巴车 |                                      |                                                                               |
| 上下车地点               | 运营单位                             | 主要目的地                                                                    |
| 车站门口                 | Isilines                             | 斯特拉斯堡、贝桑松、里昂                                                      |
| 索恩河畔沙隆 汽车站      | 索恩-卢瓦尔省城际客运 （Buscéphale） | 欧坦、勒克勒佐、勒克勒佐TGV站、马孔-洛什TGV站、卢昂                           |
| 索恩河畔沙隆 汽车站      | SNCF                                 | 蒙沙南 （当某条铁路线施工或罢工时，SNCF可能会提供途径该线路沿途站点的大巴车） |
| 1. 2. 3.                 |                                      |                                                                               |

### 市内交通
| 索恩河畔沙隆站附近的市内公共交通线路 |                             |                    |
| 公交车站名称                         | 位置                        | 停靠线路           |
| Gares                                | 索恩河畔沙隆站正前方        | 1路、2路、5路和7路 |
| Colombière                           | 索恩河畔沙隆站前方大约250米 | 3路、4路和6路      |
| 1.                                   |                             |                    |

## 临近车站
| 索恩河畔沙隆站（Gare de Chalon-sur-Saône）        |                |                                                |
| 上行车站                                          | 线路           | 下行车站                                       |
| ……←（工业区专用铁路）↖ 方丹-梅尔屈雷站←（正线）↙← | 巴黎－马赛铁路 | →↗（沙隆港口专用铁路）→…… ↘（正线）→大塞讷塞站 |
| - 注：划线的为已关闭或基本废弃的线路              |                |                                                |